# Helictochloa gervaisii
Helictochloa gervaisii — вид рослин родини тонконогові (Poaceae).

## Опис
Стебла (35)45–100 см. Прикореневе листя 4–50 см завдовжки, 0,8–2 мм завтовшки і до 3 мм в завширшки. Волоть 23 см. Колоски 12–25 мм, злегка стислі, з 3–9 квітками. Зернівки 3–4 × 0,8–1 мм. Цвіте з травня по липень.

## Поширення
Іспанія, Гібралтар, Марокко.